# Rue de l'Ancienne-Monnaie
La rue de l'Ancienne-Monnaie est une voie de Nantes, en France.

## Situation et accès
Située dans le centre-ville de Nantes, l'artère relie la place du Bouffay à la rue des Petites-Écuries. Pavée, elle fait partie de la zone piétonnière du Bouffay, et a la particularité de passer sous le porche au coin de l'ancien hôtel de la Monnaie.

## Origine du nom
Son nom rappelle le souvenir de l'Hôtel des Monnaies de Nantes, établissement de frappe de la monnaie, détruit en 1820. Auparavant, elle portait le nom de « rue de la Monnaie », le nom d'usage semblant être alors « rue de la Monnoye ».

## Historique
L'installation de la Monnaie de Nantes, sur ce secteur, remonte à la deuxième moitié du XIVe siècle. D'abord installé dans une maison, l'atelier est transféré dans la « tour du Port-Maillard ». Un bâtiment spécifique est construit, adossé au rempart le long du quai du Port-Maillard ; il est constitué de quatre parties entourant une cour mesurant 45 mètres sur 30. Le lieu accueille une fonderie, un laboratoire, des locaux administratifs et des logements de fonction. Les ouvriers sont plusieurs dizaines.
Le XVIIe siècle connaît un ralentissement de l'activité et le bâtiment, vieillissant, est abandonné en 1662 puis rouvert en 1693 après d'importants travaux.
Une gravure de 1720 représente l'entrée de la rue au début du XVIIIe siècle : le côté sud de la rue était occupé par l'établissement monétaire adossé au rempart, tandis que sur son côté nord se tenaient les écuries ducales.
Signalé en ruines après 1800, ce qui reste du bâtiment est détruit en 1822-1823.
Son nom lui est attribué le 27 octobre 1837.

## Bâtiments remarquables et lieux de mémoire
La rue longe l'arrière d'un immeuble construit en 1772, situé au no 13 de l'allée du Port-Maillard, dont les façades donnant sur la place du Bouffay sont inscrites au titre des monuments historiques depuis le 2 juillet 1951. Ce bâtiment occupe l'ancien emplacement de l'« ancienne Monnaie ».